# Armgard von Alvensleben
Armgard „Aja“ von Alvensleben, geb. von Knebel Döberitz, gesch. von Strbensky (* 13. Januar 1893 in Friedrichsdorf, Kreis Dramburg; † 14. September 1970 in Celle) war Äbtissin des Klosters Stift zum Heiligengrabe in Heiligengrabe (Brandenburg) und Hauptgeschäftsführerin der Evangelischen Deutschen Bahnhofsmission.

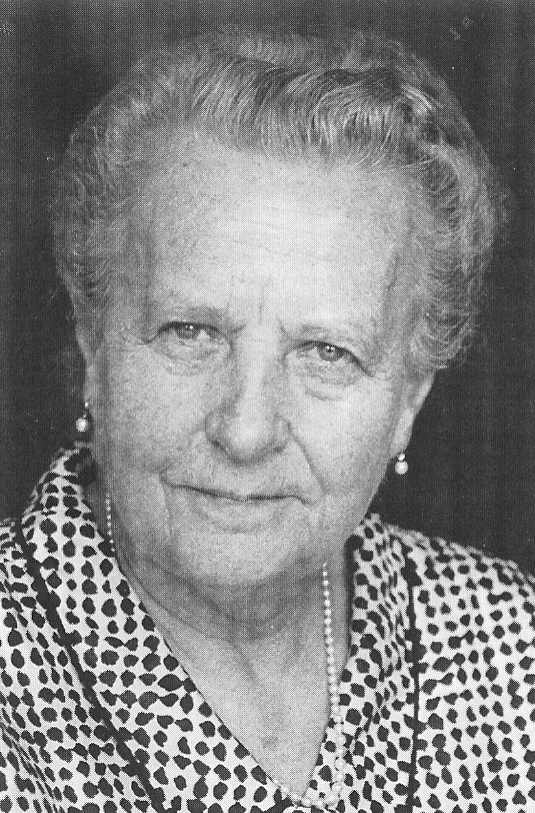
Armgard von Alvensleben

## Familie
Sie stammte aus Hinterpommern, wo sie auf dem elterlichen Gut Friedrichsdorf aufwuchs. Ihre Eltern waren der preußische Rittmeister Edgar von Knebel Döberitz und Isidore, geb. von Biel. Am 4. April 1913 heiratete sie den preußischen Leutnant der Reserve Joachim von Alvensleben aus Neugattersleben, der aber schon am 6. August 1914 bei der Eroberung von Lüttich fiel. Sie hatten eine Tochter Anna, die beim Tode des Vaters noch keine sechs Monate alt war.
Am 2. Juni 1924 heiratete sie in ihrem Geburtsort Rudolf von Strbensky. Diese Ehe wurde jedoch nach knapp einem Jahr am 16. Februar 1925 geschieden, worauf sie wieder ihren Witwennamen von Alvensleben annahm.

## Leben
Der frühe Tod ihres ersten Mannes und die unglückliche zweite Ehe gaben ihrem Leben eine ganz andere Wende. Sie ließ sich zur Krankenpflegerin ausbilden, arbeitete einige Jahre als Schwester im Diakonissen-Mutterhaus in Köslin und widmete sich dann der Sozialarbeit in Berlin, wo sie 1938 die Aufgabe einer Geschäftsführerin der Evangelischen Bahnhofsmission in Berlin übernahm. Diese Tätigkeit übte sie jedoch nur kurze Zeit aus, denn im gleichen Jahr wurde sie als Äbtissin des Klosters Stift zum Heiligengrabe in Heiligengrabe (Brandenburg) berufen, wo ihr u. a. auch die bekannte kirchliche Internatsschule unterstand. Als solche konnte sie verhindern, dass die Nationalsozialisten die Schule in eine SS-Heimschule umwandelten, allerdings wurden Schule und Internat 1942 der Aufsicht der Inspektion der Heimschulen unterstellt. Ende April 1945 floh sie in die späteren Westzonen. In Hannover baute sie mit einem kleinen Mitarbeiterstab die Evangelische Deutsche Bahnhofsmission wieder auf, die nach kurzer Zeit in 170 Bahnhöfen der Bundesrepublik eine segensreiche Hilfstätigkeit entfaltete. Armgard von Alvensleben leitete diese Einrichtung als Hauptgeschäftsführerin viele Jahre bis ins hohe Alter. Für ihre Arbeit erhielt sie als Dank und Anerkennung verschiedene Auszeichnungen, darunter die Wichern-Plakette der Inneren Mission und 1959 als erste Frau in Niedersachsen das Große Bundesverdienstkreuz. 